# Candela Peña
Candela Peña, nome d'arte di María del Pilar Peña Sánchez (Gavà, 14 luglio 1973), è un'attrice spagnola. Nominata varie volte per il Premio Goya, è riuscita ad ottenerlo nel 2004 per Ti do i miei occhi, nel 2006 per Princesas e nel 2013 per Una pistola en cada mano.

## Biografia
Candela Peña nasce a Gavà, nella provincia di Barcellona, il 14 luglio del 1973 da genitori originari di Siviglia (in Andalusia), ambedue gestori di un bar a Barcellona. Figlia unica, a quattro anni comincia a frequentare lezioni di danza classica presso l'Instituto de la Danza di Barcellona; a 17 si iscrive presso il Centro Andaluz de Teatro di Siviglia e, una volta conseguitovi il diploma, si trasferisce a Madrid. Il nome Candela è una citazione dell'opera teatrale La casa di Bernarda Alba di Federico García Lorca: "¿encendieron la candela?" ("Hanno acceso la candela?"). Quando i suoi colleghi della scuola di recitazione le dissero che Pilar Peña non sembrava un nome accattivante per un'attrice, cominciarono a chiamarla così.
L'attrice fa il suo debutto cinematografico nel 1994, sotto la direzione di Imanol Uribe, nel film Días contados, che la vede protagonista di varie scene di nudo. Ottiene così la sua prima candidatura ai Goya, come miglior attrice non protagonista e come miglior attrice rivelazione. È del 1999 una delle pellicole più note del regista Pedro Almodóvar, che la vuole tra le interpreti principali. In Tutto su mia madre, la Peña interpreta il memorabile personaggio di Nina, un'attrice lesbica e tossicodipendente, impegnata in una turbolenta relazione con la collega e amante interpretata da Marisa Paredes. Riceve anche in quell'anno la candidatura al premio Goya, come miglior attrice non protagonista.
Nel 2003 la si ricorda per aver interpretato la protagonista femminile di Torremolinos 73 - Ma tu lo faresti un film porno?, una commedia grottesca di Pablo Berger, di produzione ispanico-danese, accanto a Javier Cámara. Qui l'attrice interpreta la moglie di un venditore di enciclopedie che diventa una stella del cinema a luci rosse in Danimarca. Viene candidata al premio come miglior attrice protagonista al Malaga Film Festival. Nel 2004 l'attrice riesce a vincere il Goya come miglior attrice non protagonista, grazie al film Ti do i miei occhi, per la regia di Icíar Bollaín, un impietoso ritratto di famiglia e ossessione che sfocia nella violenza. Per la sua sofferta interpretazione, la Peña riceve nuovamente attenzione dall'Accademia del cinema spagnolo, che stavolta le conferisce il premio.
La vittoria si ripeterà due anni dopo, con il film Princesas, stavolta vincendo sotto la categoria miglior attrice protagonista; nel film interpreta una prostituta che cerca di evadere dal mercato del sesso. È nuovamente nominata nel 2008, per Los años desnudos di Belén Macías, ma in quest'occasione vengono premiati Mar Flores e Goya Toledo. Tra le altre attività l'attrice è stata anche interprete teatrale e ha dato volto ad alcuni spot televisivi pubblicitari per le reti spagnole. Incoraggiata da Almodóvar, nel 2001 ha scritto un romanzo Pérez Príncipe, María Dolores.

## Filmografia

### Cinema
- Días contados, regia di Imanol Uribe (1994)
- Hola, ¿estás sola?, regia di Icíar Bollaín (1995)
- Boca a boca, regia di Manuel Gómez Pereira (1995)
- La celestina, regia di Gerardo Vera (1996)
- ¿De qué se ríen las mujeres?, regia di Joaquín Oristrell (1997)
- Insomnio, regia di Chus Gutiérrez (1998)
- Tutto su mia madre (Todo sobre mi madre), regia di Pedro Almodóvar (1999)
- Novios, regia di Joaquín Oristrell (1999)
- Sin vergüenza, regia di Joaquín Oristrell (2001)
- No somos nadie, regia di Jordi Mollà (2002)
- Los muertos van deprisa, regia di Ángel de la Cruz (2003)
- Torremolinos 73 - Ma tu lo faresti un film porno? (Torremolinos 73), regia di Pablo Berger (2003)
- Descongélate!, regia di Dunia Ayaso, Félix Sabroso (2003)
- Ti do i miei occhi (Te doy mis ojos), regia di Icíar Bollaín (2003)
- ¡Hay motivo!, regia di Joaquín Oristrell - episodio "Libre" (2004)
- Princesas , regia di Fernando León de Aranoa (2005)
- El patio de mi cárcel, regia di Dunia Ayaso e Félix Sabroso (2008)
- Los años desnudos, regia di Belén Macías (2008)
- La isla interior, regia di Dunia Ayaso e Félix Sabroso (2009)
- Una pistola en cada mano, regia di Cesc Gay (2012)
- Ayer no termina nunca, regia di Isabel Coixet (2013)
- Le Dernier Coup de marteau, regia di Alix Delaporte (2014)
- Le pecore non perdono il treno (Las Ovejas no Pierden el Tren), regia di Álvaro Fernández Armero (2014)
- Schimbare, regia di Álex Sampayo (2014)
- Latin Lover, regia di Cristina Comencini (2015)
- El tiempo de los monstruos, regia di Félix Sabroso (2016)
- Kiki & i segreti del sesso (Kiki, el amor se hace), regia di Paco León (2016)
- Pelle (Pieles), regia di Eduardo Casanova (2017)
- Sin rodeos, regia di Santiago Segura (2018)
- Il matrimonio di Rosa (La boda de Rosa), regia di Icíar Bollaín (2020)
- Black Beach, regia di Esteban Crespo (2020)

### Televisione
- Mar de dudas - serie TV, 13 episodi (1995)
- Ellas son así - serie TV, 1 episodio (1999)
- Després de la plujia, regia di Agusti Villarogna - film TV (2006)
- Asunta - serie TV, 6 episodi (2024)

### Cortometraggi
- Un, dos, tres, i Taxi!, regia di Ricardo del Castillo (1997)
- Desaliñada, regia di Gustavo Salmerón (2001)
- En el lado de la vida, regia di Ignacio Bernal (2008)
- Amodio, regia di Isabel Coixet (2017)

## Premi
- Premi Goya
  - 1995 - Nomination Premio Goya per la migliore attrice rivelazione, per Días contados
  - 1995 - Nomination Premio Goya per la migliore attrice non protagonista, per Días contados
  - 2000 - Nomination Premio Goya per la migliore attrice non protagonista, per Tutto su mia madre
  - 2004 - Premio Goya per la migliore attrice non protagonista, per Ti do i miei occhi
  - 2006 - Premio Goya per la migliore attrice protagonista, per Princesas
  - 2013 - Premio Goya per la migliore attrice non protagonista, per Una pistola en cada mano
  - 2017 - Nomination Premio Goya per la migliore attrice non protagonista, per Kiki & i segreti del sesso

- Fotogrammi d'argento
  - Migliore attrice cinematografica (2005)
  - Candidata al Premio come migliore attrice cinematografica (2003)

- Premio Ondas.
  - Migliore attrice cinematografica (2003)